# (20195) Mariovinci
(20195) Mariovinci est un astéroïde de la ceinture principale.

## Description
(20195) Mariovinci est un astéroïde de la ceinture principale. Il fut découvert le 30 janvier 1997 à Cima Ekar par Maura Tombelli et Ulisse Munari. Il présente une orbite caractérisée par un demi-grand axe de 2,72 UA, une excentricité de 0,10 et une inclinaison de 8,3° par rapport à l'écliptique.